# Callithomia valera
Callithomia valera är en fjärilsart som beskrevs av Otto Staudinger 1884. Callithomia valera ingår i släktet Callithomia och familjen praktfjärilar. Inga underarter finns listade i Catalogue of Life.